# Kristián Oldřich I. Württemberský
Kristián Oldřich I. Württemberský (9. dubna 1652 Olešnice – 5. dubna 1704 tamtéž) byl v letech 1669 až 1697 vévoda württembersko-bernštatský a od roku 1697 až do své smrti vévoda württembersko-olešnický.

## Život
Kristián Oldřich se narodil v Olešnici jako třetí syn Silvia I. Nimroda Württemberského a jeho manželky Alžběty Marie Minsterberské, která byla poslední členkou knížecího rodu Minsterberků.
Když jeho nejstarší bratr Karel Ferdinand v roce 1669 zemřel, zdědil Kristián Oldřich Bernštatské knížectví. Po smrti druhého bratra Silvia II., který zemřel v roce 1697, přenechal bernštatské vévodství svému synovci Karlovi a sám začal vládnout ve Württembersko-olešnickém vévodství.
Na olešnickém hradě nechal v roce 1698 postavit knížecí kryptu a založil tamní sbírku knih. V roce 1685 zakoupil město Neudorf (dnešní Szczodre) od Balthasara Wilhelma von Prittwitz a nechal se zde postavit (1685–1692) barokní hrad, který pojmenoval Sibyllenort, po své druhé ženě Marii Sibyle.
Zemřel ve svém rodném městě 5. dubna 1704 ve věku 51 let. Byl pohřben v kryptě baziliky sv. Jana Evangelisty poblíž olešnického zámku.

### Manželství a potomci
V Bernburgu se 13. března 1672 oženil s Annou Alžbětou, nejmladší dcerou knížete Kristiána II. Anhaltsko-Bernburského. Narodilo se jim sice sedm dětí, ale dospělosti se dožily pouze dvě dcery.
- 1. Luisa Alžběta Württembersko-Olešnická (4. 3. 1673 Bierutów – 28. 4. 1736 Forst)[2][3]
⚭ 1688 Filip Sasko-Mersebursko-Lauchstädtský (26. 10. 1657 Merseburg – 1. 7. 1690 Fleurus), vévoda sasko-mersebursko-lauchstädtský od roku 1684 až do své smrti[4]
- 2. Kristián Oldřich Württembersko-Olešnický (21. 2. 1674 Bierutów – 2. 7. 1674 tamtéž)[3]
- 3. Leopold Viktor Württembersko-Olešnický (22. 5. 1675 Bierutów – 30. 4. 1676 tamtéž)[3][5]
- 4. Frederika Kristýna Württembersko-Olešnická (13. 5. 1676 Bierutów – 3. 6. 1676 tamtéž)[3][6]
- 5. Žofie Angelika Württembersko-Olešnická (30. 5. 1677 Bierutów – 11. 11. 1700 Pegau)[7][3]
⚭ 1699 Bedřich Jindřich Sasko-Zeitzský (21. 7. 1668 Moritzburg – 18. 12. 1713 Neustadt an der Orla), vévoda sasko-zeitzsko-pegau-neustadtský od roku 1699 až do své smrti[8][3]
- 6. Eleonora Amöena Württembersko-Olešnická (21. 10. 1678 Vratislav – 2. 4. 1679 Bierutów)[3][9]
- 7. Theodosie Württembersko-Olešnická (20. 7. 1680 Bierutów – 21. 9. 1680 tamtéž)[3][10]

Anna Alžběta zemřela v 3. září 1680 v šestinedělí po porodu šestého potomka. O tři roky později se Kristián rozhodl oženit znovu. 27. října 1683 pojal za choť Sibylu Marii Sasko-Merseburskou (1667–1693). Během desetiletého manželství se jim narodilo také sedm potomků. Dospělosti se dožili pouze dva synové.
- 1. Kristýna Marie Württembersko-Olešnická (17. 8. 1685 Bierutów – 24. 3. 1686 tamtéž)[11][12]
- 2. Kristián Erdmann Württembersko-Olešnický (24. 7. 1686 Merseburg – 8. 7. 1689 tamtéž)[12][13]
- 3. Eleonora Hedvika Württembersko-Olešnická (11. 7. 1687 Bierutów – 25. 10. 1688 tamtéž)[12][14]
- 4. Ulrika Erdmuthe Württembersko-Olešnická (5. 2. 1689 Vratislav – 5. 9. 1590 Bierutów)[12][14]
- 5. Karel Bedřich II. Württembersko-Olešnický (17. 2. 1690 Merseburg – 14. 12. 1761 Olešnice), vévoda württembersko-olešnický v letech 1704–1744[15][12][16]
⚭ 1709 Sybila Šarlota Württembersko-Weiltingenská (14. 11. 1690 Weiltingen – 30. 10. 1735 Olešnice)[17][12]
- 6. Kristián Oldřich II. Württembersko-Olešnický (27. 1. 1691 Vielguth – 7. 2. 1734 Stuttgart), vévoda württembersko-wilhelminenortský[12][18]
⚭ 1711 Filipina Šarlota z Redernu (18. 2. 1691 – 17. 6. 1758 Olešnice)[12][19]
- 7. Alžběta Sybila Württembersko-Olešnická (9. 3. 1693 Delitzsch – 21. 2. 1694 tamtéž)[20][12]

Potřetí vstoupil do svazku manželského 4. února 1695 v Hamburku s Žofií Vilemínou Frískou (1659–1698). Žofie zemřela v šestinedělí po porodu svého prvního dítěte.
- 1. Augusta Luisa Württembersko-Olešnická (21. 1. 1698 Bierutów – 4. 1. 1739)[21][22]
⚭ 1721 Jiří Albrecht Sasko-Weissenfelský (19. 4. 1695 Dessau – 12. 6. 1739 Barby), rozvedli se roku 1732[23][21]

Počtvrté se oženil v Güstrow 6. prosince roku 1700 s Žofií Meklenburskou (1662–1738), dcerou vévody Gustava Adolfa Meklenburského. Toto manželství zůstalo bezdětné.